# Залізна доба на території України
Залізна доба розпочалася на території сучасної України під кінець ІІ або ж на початку І тисячоліття до нашої ери.

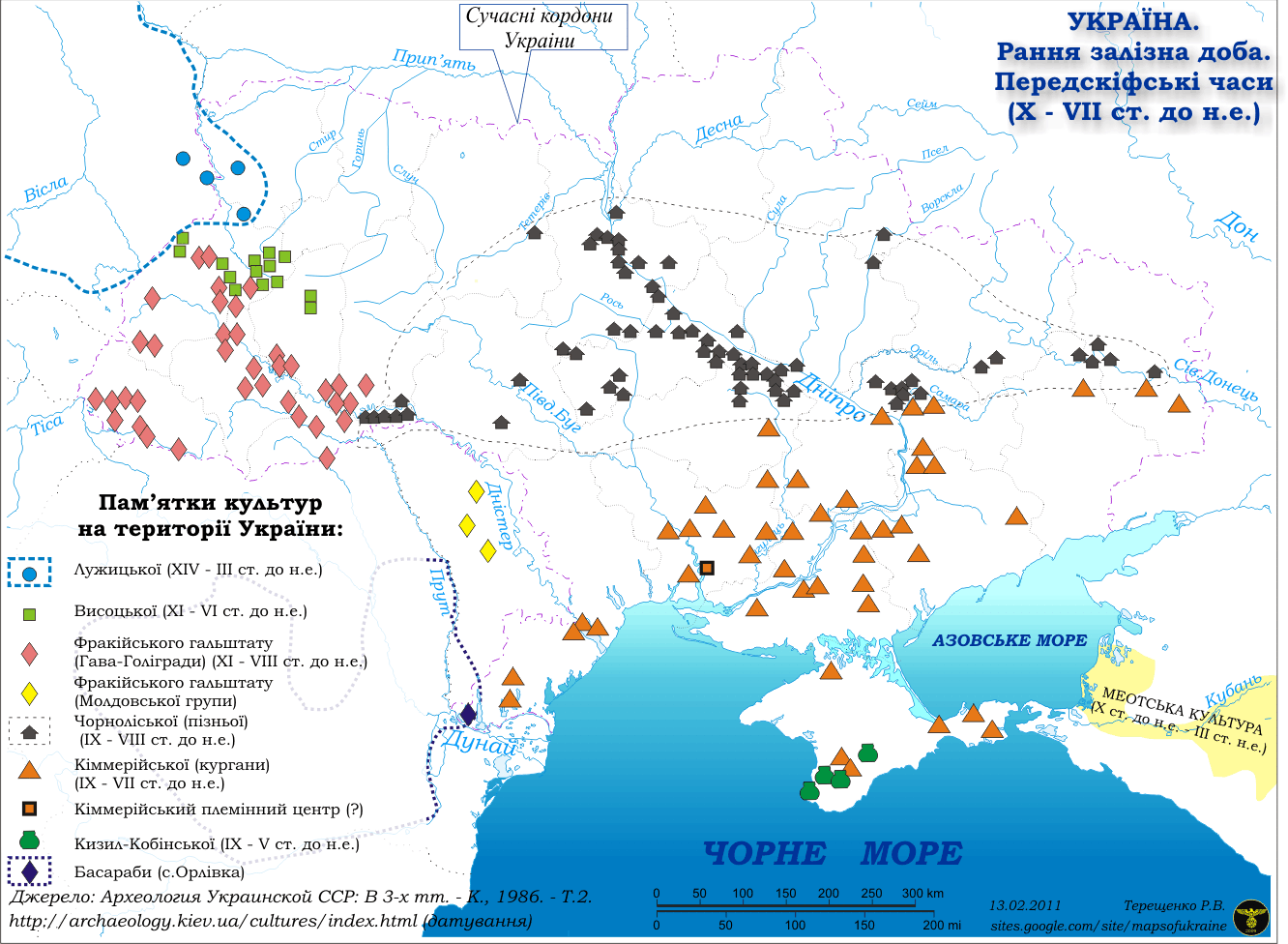
Рання залізна доба на території України. Кімерійці.

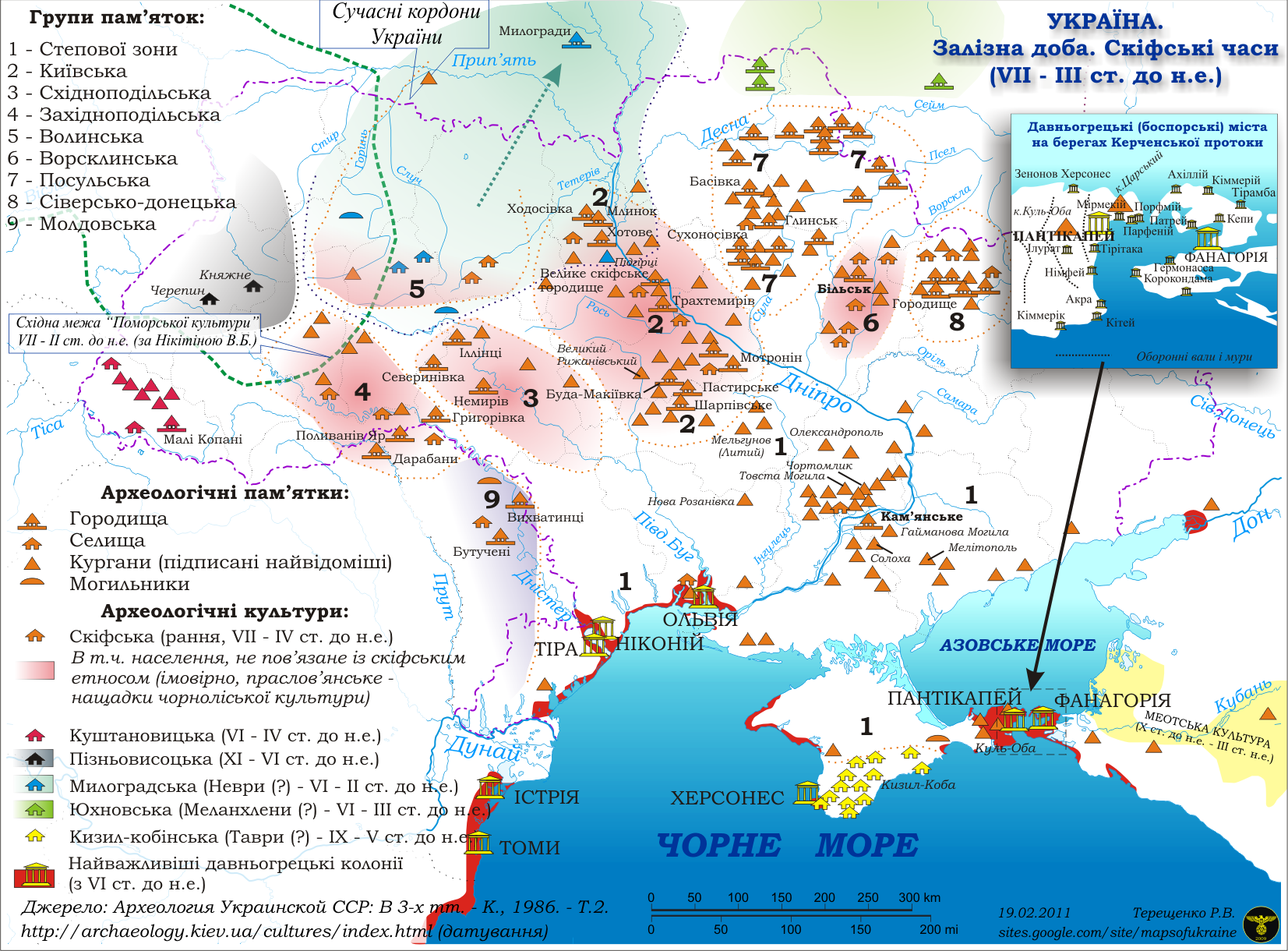
Залізна доба (скіфський період) на території України (7 - 3 ст. до н.е.)

Формально прийнятими хронологічними рамками ранньої залізної доби у Східній Європі вважається поширення залізних виробів з початку І тисячоліття до нашої ери і до середньовіччя — як правило, до 375 року. Цього року гунами був розгромлений готський союз у Північному Причорномор'ї.

## Початок залізної доби
Сам термін залізна доба був запозичений з античної літератури, а французький археолог Жак де Морган у книзі «Доісторична людина» (1926) довів, що залізна доба настала у різних місцях Старого Світу в різні часи.
Найбільш проблемними питаннями у вивченні «ранньої залізної доби» залишаються саме поняття цього періоду і визначення його початку на різних територіях. Бо ж за формальними ознаками залізна доба продовжується до нашого часу.
Фізичні особливості заліза, яке на повітрі швидко іржавіє та руйнується, призвели до того, що найдавніших залізних виробів у всіх музеях світу збереглося дуже мало. Окремі випадкові зразки залізних виробів належать до IV — II тис. до н. е. Вважається, що майже всі народи почали своє знайомство з цим металом із заліза метеоритного походження. І хоча уламки залізних метеоритів здавна привертали увагу людини, їх обробка була нелегкою справою: вони вміщували багато нікелю і могли використовуватися тільки шляхом кування у холодному стані. Відомо, що ескімоси Гренландії ще в минулому столітті використовували великий метеорит для виготовлення залізних вкладишів, подібно до того, як це робилося з кременю. У міфології багатьох народів метеоритне залізо називалося «небесним каменем».
Широке застосування заліза у виробництві стало можливим лише після того, як його почали видобувати з руди. Залізні вироби дуже повільно входили в побут, господарство та озброєння і часто вживались поруч із бронзовими речами. На думку відомого дослідника періоду ранньої залізної доби Б. М. Гракова, процес винаходу варки та кування заліза був самостійним у різних регіонах.
Найбільш ранні залізні вироби на території України засвідчено в сабатинівській культурі Південного Побужжя (XIII–XII ст. до н. е.). Один із предметів (невизначеного призначення) з матеріалів Острівецького могильника культури Ноа виготовлено із заліза.
До білозерської культури (XII–X ст. до н. е.) належать досить численні кинджали з бронзовими руків'ями та залізними лезами (Збур'ївка, Широка Могила, Степовий, Кочкувате, Малохортиця) та інші вироби. Відомі залізні речі (шило, шлаки) в білогрудівській культурі (XII–X ст до н. е.), бондарихинській культурі (XII–X ст. до н. е.).
Такі, поки що поодинокі, знахідки наводять на думку, що зміна бронзової доби ранньозалізною на території України відбувалася дещо раніше — з XII, а не з IX–VIII ст. до н. е., як подається в археологічних періодизаціях 60-80 років.
Наприкінці ІІ тис. до н. е. клімат в Центральній Європі став надзвичайно посушливим і тривав з 1300 до 800 (за іншими даними — з 1250 по 650) рр. до н. е. Велика посуха XIII–XII ст. до н. е., неврожаї та голод у країнах Східного Середземномор'я засвідчені письмовими джерелами. На території України критична ситуація склалася у Степу, там стало неможливо займатися землеробством, а тваринництво могло існувати лише як кочове. У зв'язку з цим в регіоні різко зменшилася кількість населення.
Можливо, саме цим і пояснюється зникнення сабатинівських поселень, а пізніше — поява меншої кількості поселень і землянок білозерської культури. Тоді ж зменшилося населення й на території Угорщини.
Процеси міграції стали характерним явищем для степів Євразії. Разом з переселенням народів старі економічні зв'язки були порушені, в Україні відчувався брак привозної мідної руди, що спонукало до розвитку місцевого залізорудного виробництва.
Сабатинівські племена підтримували тісні зв'язки з країнами Східного Середземномор'я (насамперед, Мікенської держави) і брали участь у походах так званих «народів моря», що почалися внаслідок глобальної кризи пізньобронзової доби.
Ці походи охопили, передусім, усе Середземномор'я, у тому числі мікенську Грецію, східне узбережжя Малої Азії і навіть Єгипет, тобто країни, які на той час активно освоювали залізоробне виробництво. Хеттська держава загинула в результаті боротьби з навалою «народів моря» та «західних мушків» (чи «мусків») балканського походження. Не виключено, що серед них були й представники сабатинівських племен.
У всякому разі знахідки великої кількості скляних намистин східноземноморського походження у похованнях білозерської культури свідчать про інтенсивні економічні зв'язки племен рубежу бронзи та заліза Північного Причорномор'я з регіонами, для яких був характерним високий рівень розвитку чорної металургії. А. С. Островерхов, спираючись на дані хімічних аналізів, висунув навіть думку про те, що у Північному Причорномор'ї сформувався свій, кімерійський, центр виробництва скляних виробів. Певною мірою ці факти можуть свідчити і про можливість безпосереднього запозичення причорноморськими майстрами технології обробки заліза в центрі чорної металургії Східного Середземномор'я та Малої Азії.
На території України ознаки ранньої залізної доби з'явилися з утвердженням нової економічної ситуації: коли приселищне тваринництво у Лісостепу та Поліссі перетворилося на придомне й виникло стійлове утримання худоби, а в Степу — кочове скотарство.
Домінуючою галуззю Лісостепу та Полісся стало орне землеробство, що базувалося на залізних знаряддях (сокира, рало). Саме тоді зросла продуктивність сільського господарства і з'явилися надлишки продуктів, відбувалося їх нагромадження. Утвердилися не лише соціальна, а й майнова нерівність.
Відбувся новий суспільний поділ праці: ремесло відокремилося від сільського господарства і стало самостійним видом господарської діяльності із власними галузями (насамперед, бронзоливарним та залізорудним виробництвом). Це було викликано необхідністю займатися цими видами ремесел протягом усього року, повністю звільнившись від сільськогосподарських робіт, масовим попитом на вироби із бронзи і заліза, підвищення їхньої якості.
Нерівномірний розвиток окремих народів та соціальних груп призвів до того, що війна стала своєрідним ремеслом для значної частини населення. У світогляді, в тому числі і в мистецтві, центральною фігурою став образ воїна.
Ці зміни відбулися ще до масового поширення залізних виробів, які (подібно до бронзових виробів епохи бронзи) були не першопричиною, а одним із проявів (а частково і наслідків) уже створеної системи ранньої залізної доби. Отже, ці зміни відбулися ще в період панування бронзових виробів (коли залізорудне виробництво ще не набуло поширення в археологічних культурах цієї епохи).
Відомі Кардашинський та Лойбоківський бронзоливарні центри Середнього Подніпров'я функціонували до XII ст. до н. е. Саме з цього часу зброю почали виготовляти із заліза, а не з бронзи. Адже у наступних — кімерійських — пам'ятках було дуже багато предметів озброєння із заліза, які відзначалися вже розвинутими формами та технологією.